# Johan Arvidsson
Johan Arvidsson (25 februari 2000) is een Zweeds voetballer. De middenvelder speelt voor IK Brage. 

## Carrière
Arvidsson begon met voetballen bij Lindsdals IF. Hier werd hij opgepikt door Kalmar FF. Na enkele jaren in de jeugd werd de middenvelder in 2020 overgeheveld naar het eerste elftal. Arvidsson maakte op 13 juli 2020 zijn debuut tijdens de met 2-1 verloren wedstrijd tegen IF Elfsborg. Omdat een definitieve doorbraak uitbleef, werd Arvidsson in de seizoenen 2020 en 2021 verhuurd aan Oskarshamns AIK, waar Kalmar FF een samenwerkingsverband mee had. 
In maart 2022 verliet Arvidsson Kalmar FF definitief, om aan de slag te gaan bij IK Brage.

## Clubstatistieken
| Seizoen     | Club                   | Competitie  | Competitie | Competitie | Beker | Beker | Internationaal | Internationaal | Overig | Overig | Totaal | Totaal |
| Seizoen     | Club                   | Competitie  | Wed.       | Dlp.       | Wed.  | Dlp.  | Wed.           | Dlp.           | Wed.   | Dlp.   | Wed.   | Dlp.   |
| ----------- | ---------------------- | ----------- | ---------- | ---------- | ----- | ----- | -------------- | -------------- | ------ | ------ | ------ | ------ |
| 2020        | Kalmar FF              | Allsvenskan | 2          | 0          | 0     | 0     | 0              | 0              | 0      | 0      | 2      | 0      |
| 2021        | Kalmar FF              | Allsvenskan | 1          | 0          | 0     | 0     | 0              | 0              | 0      | 0      | 1      | 0      |
| Club totaal | Club totaal            | Club totaal | 3          | 0          | 0     | 0     | 0              | 0              | 0      | 0      | 2      | 0      |
| 2020        | Oskarshamns AIK (huur) | Ettan Södra | 14         | 3          | 0     | 0     | 0              | 0              | 0      | 0      | 14     | 3      |
| 2021        | Oskarshamns AIK (huur) | Ettan Södra | 26         | 1          | 0     | 0     | 0              | 0              | 0      | 0      | 26     | 1      |
| Club totaal | Club totaal            | Club totaal | 40         | 4          | 0     | 0     | 0              | 0              | 0      | 0      | 40     | 4      |
| 2022        | IK Brage               | Superettan  | 0          | 0          | 0     | 0     | 0              | 0              | 0      | 0      | 0      | 0      |
| Club totaal | Club totaal            | Club totaal | 0          | 0          | 0     | 0     | 0              | 0              | 0      | 0      | 0      | 0      |
| Totaal      |                        |             | 43         | 4          | 0     | 0     | 0              | 0              | 0      | 0      | 43     | 4      |

Bijgewerkt tot en met 27 maart 2022